# Cotalpa subcribrata
Cotalpa subcribrata är en skalbaggsart som beskrevs av Henry Frederick Wickham 1905. Cotalpa subcribrata ingår i släktet Cotalpa och familjen Rutelidae. Inga underarter finns listade i Catalogue of Life.

## Bildgalleri

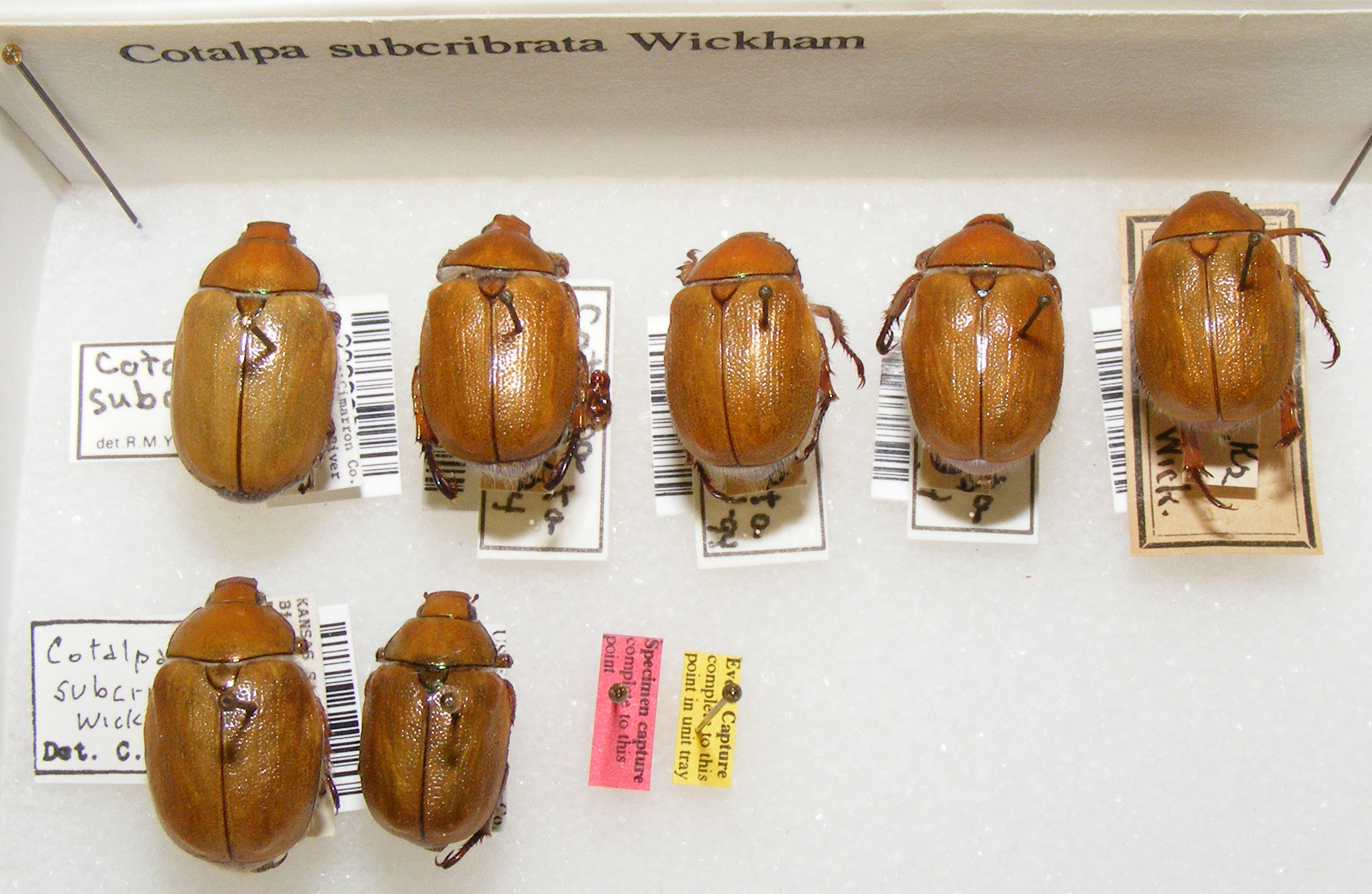